# Spotted Island
Spotted Island är en ö i Kanada.   Den ligger i provinsen Newfoundland och Labrador, i den östra delen av landet, 1 700 km nordost om huvudstaden Ottawa. Arean är 18,6 kvadratkilometer.
Terrängen på Spotted Island är platt. Öns högsta punkt är 84 meter över havet. Den sträcker sig 5,2 kilometer i nord-sydlig riktning, och 7,3 kilometer i öst-västlig riktning.